# Thracologie
La thracologie est l'étude scientifique de l'ancienne Thrace et des antiquités thraces. Elle constitue une branche régionale et thématique de l'histoire ancienne et de l'archéologie. Les personnes pratiquant cette discipline sont appelées thracologues. La thracologie conduit ses recherches dans le domaine de l'ancienne culture thrace (langage, littérature, histoire, religion, art, économie) depuis le Ve millénaire av. J.-C. jusqu'à la fin de l'Empire romain aux IVe siècle - VIIe siècle ap. J.-C. La thracologie moderne s'est développée dans la seconde moitié du XXe siècle quand l'archéologue bulgare Alexander Fol a fondé l'Institut de thracologie au sein de l'Académie des Sciences de Bulgarie à Sofia.
Il ne faut pas confondre la thracologie, discipline scientifique, avec la « thracomanie », dérive protochroniste donc pseudo-historique, présentant les Thraces comme la plus brillante et ancienne civilisation eurasiatique (allant de l'Atlantique à l'Asie centrale) et comme les ancêtres directs et quasi-exclusifs des Bulgares et des Roumains actuels,. Les mythes thracomaniaques restent néanmoins très présents dans les médias de Bulgarie et Roumanie.

## Thracologistes
Les chercheurs les plus notables dans le domaine de la thracologie sont :
- Engin Beksac - thracologue turc, archéologue et historien de l'art
- Dumitru Berciu - directeur de l'Institut roumain de thracologie
- Aleksandăr Fol - thracologue bulgare
- Vladimir I. Georgiev - linguiste bulgare
- Bogdan Petriceicu Hasdeu - thracologue roumain
- Georgi Kitov - archéologue bulgare
- Sorin Olteanu - thracologue roumain spécialiste des langues paléo-balkaniques
- Ivan Marazov - thracologue bulgare
- Ion Niculiţă - thracologue et archéologue moldave
- Nikolaj Ovčarov - archéologue bulgare
- Ion I. Russu - thracologue roumain
- Margarita Tacheva - thracologue bulgare
- Ivan Venedikov - thracologue bulgare

## Congrès international de Thracologie
Le Congrès international de thracologie est organisé par l'Institut de thracologie de l'Académie bulgare des sciences. Il s'est tenu régulièrement depuis 1972, date de sa création par Aleksandăr Fol. Fol lui-même a encouragé une approche internationale dans l'étude du monde thrace.
| Numéro | Lieu                                | Date                                                      | Thème | Actes publiés |
| ------ | ----------------------------------- | --------------------------------------------------------- | --- | ------------- |
| 1      | Sofia, Bulgarie                     | Juillet 1972                                              | |               |
| 2      | Bucarest, Roumanie                  | Septembre 1976                                            | |               |
| 3      | Vienne, Autriche                    | Juin 1980                                                 | |               |
| 4      | Rotterdam, Pays-Bas                 | Septembre 1984                                            | |               |
| 5      | Moscou, URSS                        | 1988                                                      | |               |
| 6      | Palma, Espagne                      | 1992                                                      | |               |
| 7      | Constanța-Tulcea-Mangalia, Roumanie | Mai 1996                                                  | Thraces et Mycéniens |               |
| 8      | Jambol, Bulgarie                    | Septembre 2000                                            | Les Thraces et la mer Égée |               |
| 9      | Chișinău, Moldavie                  | Septembre 2004                                            | Les Thraces et le monde Pontique |               |
| 10     | Athènes, Grèce                      | Octobre 2005                                              | Les Thraces dans le monde gréco-romain 4 sous-thèmes : 1) Ethnè et poleis en Thrace ancienne ; 2) Économie et société en Thrace ancienne ; 3) Religion et art en Thrace ancienne ; 4) La Thrace, au centre de pouvoirs hégémoniques concurrents |               |
| 11     | Istanbul, Turquie                   | 1er au 5 novembre 2010                                    | La Thrace et les Thraces entre deux continents (6000 av. JC - 600 ap. JC) |               |
| 12     | Târgoviște, Roumanie                | 10 au 14 septembre 2013                                   | Les Thraces et leurs voisins dans les âges du Bronze et du Fer |               |
| 13     | Kazanlak, Bulgarie                  | Septembre 2017                                            | La Thrace ancienne : mythe et réalités |               |
| 14     | Deva, Roumanie                      | Mai 2020, reportée à l'automne 2020 en raison du COVID-19 | THRACing the past : des communautés de l'âge du bronze aux royaumes de l'âge du fer |               |